# Cooperia
Cooperiaes un género de nematodos estrongílidos de la familia Trichostrongylidae. Miden de 5 a 8 mm, son de coloración rojiza, poseen una vesícula cefálica y la cutícula posee numerosas estrías transversales. Los machos poseen una bolsa caudal desarrollada, además de espículas cortas, gruesas y retorcidas. Se localiza dentro de intestino delgado, y en menor frecuencia en el abomaso.

## Especies
- Cooperia oncophora: Parásito de bovinos.
- Cooperia punctata : Parásito de rumiantes, raramente en ovinos.
- Cooperia curticei: Parásito de caprinos.
- Cooperia pectinata: Parásito de bovinos.

- Datos: Q2996592
- Especies: Cooperia